# Valea Fânațului, Bacău
Valea Fânațului este un sat în comuna Secuieni din județul Bacău, Moldova, România.